# Fahrenheit (cràter)
Fahrenheit és un petit cràter d'impacte de la Lluna situat a la part sud-est de la Mare Crisium. Aquesta àrea de la superfície lunar està gairebé desproveïda d'altres cràters d'impacte d'interès. A l'est apareixen les crestes Dorsa Harker, i més enllà d'ells es troba el Promontorium Agarum a la vora de la mar lunar. El lloc d'allunatge de la sonda soviètica Luna 24 està situat a uns 15 quilòmetres a sud-est.

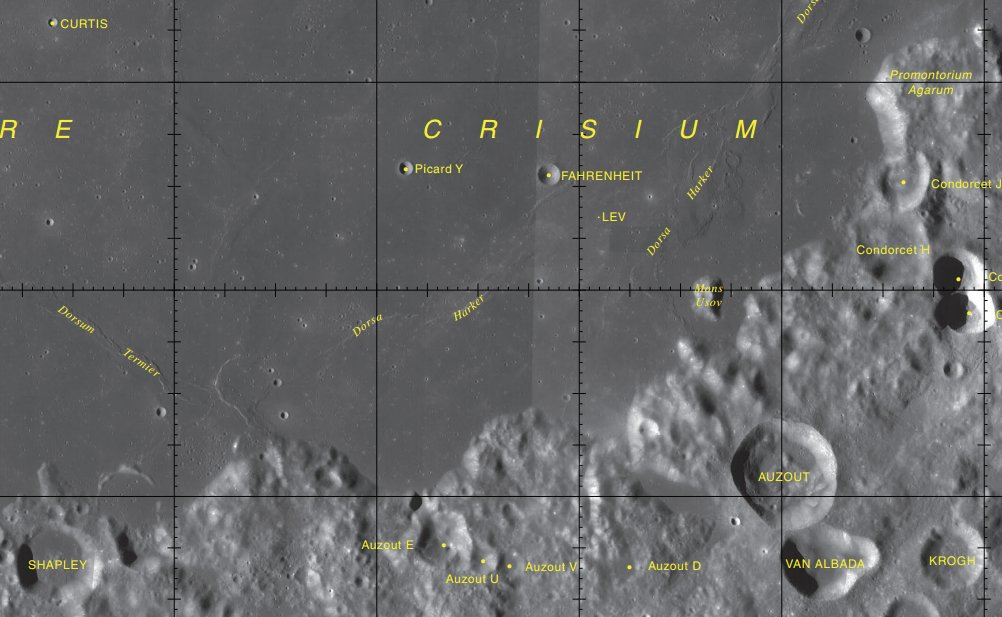
Localització de Fahrenheit (centre superior de la imatge)
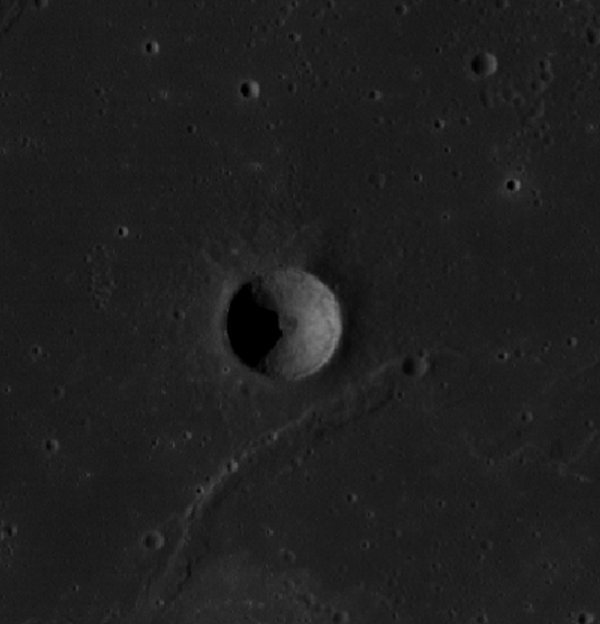
Cràter Fahrenheit (imatge del LRO)

En el passat aquest cràter va tenir la designació Picard X, abans de ser reanomenat per la UAI. El cràter Picard és a l'est-nord-est de la Mare Crisium.